# İdil

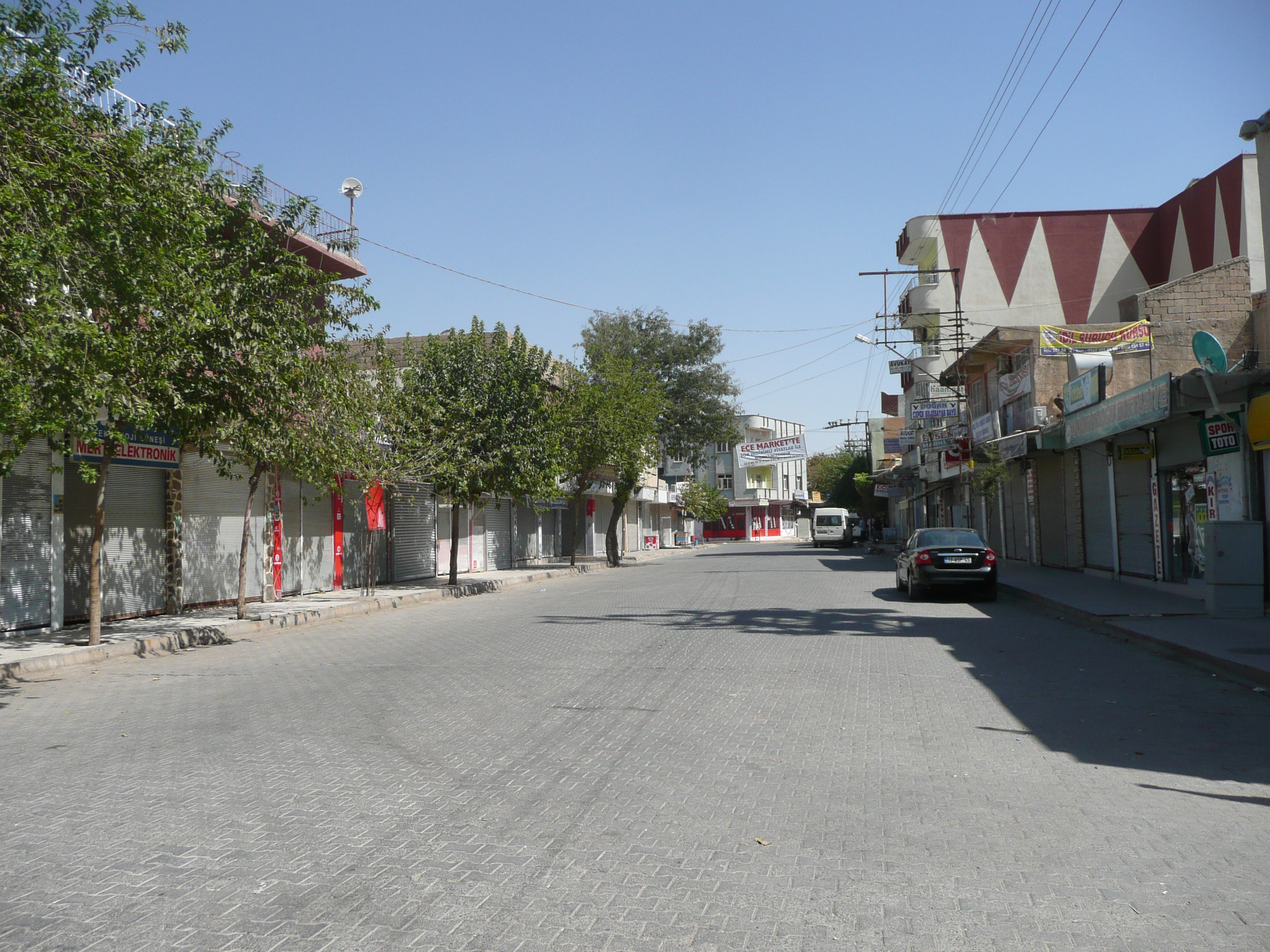
Widok İdil

İdil – miasto w Turcji, w prowincji Şırnak. W 2019 roku liczyło 29 097 mieszkańców.